# Bajo las estrellas
Bajo las estrellas és una pel·lícula espanyola de 2007 dirigida per Félix Viscarret. Basa el seu argument en la novel·la El trompetista del Utopía, de Fernando Aramburu.

## Argument
Atenció "spoilers", no llegir si no es vol saber el final de la pel·lícula
Benito Lacunza (Alberto San Juan), és un cambrer que toca jazz a Madrid, per locals de no gaire bona reputació. A causa de la imminent mort del seu pare ha de tornar a la seva ciutat natal, Estella (Navarra). Poc abans que es produeixi es retroba al seu germà Lalo (Julián Villagrán), que sorprenentment s'ha promès amb Nines (Emma Suárez), mare soltera que viu en una caravana i amb la qual havia estat relacionat Benito de jovenet.
La nit en què li donen la notícia de la mort del seu pare Benito surt a emborratxar-se amb la seva antiga quadrilla del poble i acaba completament borratxo i segons confessa a la seva dona per telèfon fins i tot s'ha fet pipí damunt.
En arribar a casa l'endemà la seva tia li demana col·laboració per a ajustar-li al cadàver del pare el vestit de Requeté, amb el sempre va voler ser enterrat per propi desig. El no avisar a la funerària per a això impedeix que ningú al poble pot conèixer aquest detall. Aliè a la ideologia del seu pare Benito toca la trompeta interpretant temes tan poc tradicionalistes com La Marsellesa.
El caràcter alegre, despreocupat, tronera i extravertit de Benito contrasta en tot moment amb el pensatiu, turmentat, aprensiu i introvertit del seu germà Lalo.
Després de l'enterrament del seu pare Benito decideix comunicar a la seva dona per telèfon que passarà uns dies més a Estella i que s'ha compromès a tocar a les festes d'un poble pròxim (Eulate), cosa que disgusta enormement al seu cònjuge. Després de tocar en aquest poble i haver-se'n anat la seva quadrilla, Benito parla de política davant desconeguts (critica un atemptat terrorista), la qual cosa li val una brutal pallissa quan surt del bar. Mentre l'apallissen Benito els crida Chulos y macarras fuera de Navarra.
A poc a poc Benito va travant una curiosa amistat amb Ainara, la filla de Nines, a la qual anomena afectuosament puerquita, i tracta a vegades com una adulta, per exemple no chivándose a la seva mare que fuma i fa jònecs. Finalment Benito és abandonat per la seva dona i després del suïcidi del seu germà convida a Nines a anar-se amb la seva filla a viure amb ell. Nines accepta. Del final no es dedueix que tinguin una relació sentimental, encara que Benito deixa oberta la porta en l'últim diàleg. En l'escena final de la pel·lícula un tractor tira de la roulotte de Nines en direcció a la casa familiar de Benito a Estella.

## Comentaris
Primer llargmetratge del director. La parella protagonista ja va treballar junta en la pel·lícula Horas de luz.

## Repartiment
- Alberto San Juan - Benito Lacunza
- Emma Suárez - Nines
- Julián Villagrán - Lalo
- Violeta Rodríguez: Ainara
- Paula Soldevila
- Alfonso Torregrosa: Taberner
- Luz Valdenebro: Pauli
- Amparo Valle: Encarna

## Palmarès cinematogràfic
XXII Premis Goya
| Categoria                   | Persona          | Resultat  |
| --------------------------- | ---------------- | --------- |
| Millor director novell      | Félix Viscarret  | Nominat   |
| Millor actriu protagonista  | Emma Suárez      | Nominada  |
| Millor actor protagonista   | Alberto San Juan | Guanyador |
| Millor actor de repartiment | Julián Villagrán | Nominat   |
| Millor guió adaptat         | Félix Viscarret  | Guanyador |
| Millor música original      | Mikel Salas      | Nominat   |
| Millor fotografia           | Álvaro Gutiérrez | Nominat   |

Fotogramas de Plata 2007
| Categoria              | Persona          | Resultat  |
| ---------------------- | ---------------- | --------- |
| Millor actor de cinema | Alberto San Juan | Guanyador |

52a edició dels Premis Sant Jordi de Cinematografia
| Categoria          | Resultat   |
| ------------------ | ---------- |
| Millor ópera prima | Guanyadora |

- Guanyadora de la Bisnaga d'Or a la millor pel·lícula i dels premis al millor director i millor actor (Alberto San Juan) en el Festival de Màlaga.[7]